# Oleria quinatina
Oleria quinatina är en fjärilsart som beskrevs av Kirby 1871. Oleria quinatina ingår i släktet Oleria och familjen praktfjärilar. Inga underarter finns listade i Catalogue of Life.